# Verkiezingen in Wit-Rusland
In Wit-Rusland worden op nationaal niveau twee verschillende verkiezingen gehouden, te weten presidentsverkiezingen en parlementsverkiezingen.
De president, het staatshoofd van Wit-Rusland, wordt via algemeen en enkelvoudig kiesrecht rechtstreeks door de bevolking gekozen voor de periode van vijf jaar. Volgens een grondwetswijziging uit 2004 kan de president telkens herkozen worden. De president van Wit-Rusland is Aleksandr Loekasjenko.
Parlementsverkiezingen voor het Huis van Afgevaardigden (lagerhuis, 110 leden) en de Raad van de Republiek (hogerhuis, 64 leden) worden om de vier jaar gehouden. Deze twee huizen vormen samen het Wit-Russisch parlement (Nationale Vergadering). Het Huis van Afgevaardigden wordt normaal gesproken iedere 4 jaar direct gekozen via algemeen enkelvoudig kiesrecht. De Raad van de Republiek wordt via een districtenstelsel gekozen, terwijl van de leden van deze raad er acht worden benoemd door de president.

## Presidentsverkiezingen
De laatste presidentsverkiezingen vonden plaats op 9 augustus 2020. Officieel werden zij gewonnen door de zittende president Aleksandr Loekasjenko, maar de oppositie, gesteund door vele duizenden demonstranten, erkent de officiële uitslag niet. Na de verkiezingen werd op grote schaal gedemonstreerd door de bevolking omdat Loekasjenko gefraudeerd zou hebben.

### Presidentsverkiezingen 1994
Eerste ronde
| Kandidaat               | coalitie/politieke partij           | stemmen in % |
| ----------------------- | ----------------------------------- | ------------ |
| Aleksandr Loekasjenko   | Onafhankelijk                       | 45,8%        |
| Vyachaslau Kebich       | Onafhankelijk                       | 17,7%        |
| Zyanon Paznyak          | BPF Partij                          | 13,1%        |
| Stanislav Sjoesjkevitsj | Onafhankelijk                       | 10,1%        |
| Aleksandr Dubko         | Agrarische Partij                   | 6,1%         |
| Vasil Novikau           | Wit-Russische Verenigd Links Partij | 4,4%         |
| Tegen alle              | -                                   | 2,8%         |
| Totaal (opkomst 79,0%)  |                                     | 100%         |

Tweede ronde
| Kandidaat              | coalitie/politieke partij | stemmen in % |
| ---------------------- | ------------------------- | ------------ |
| Aleksandr Loekasjenko  | Onafhankelijk             | 80,6%        |
| Vyachaslau Kebich      | Onafhankelijk             | 14,2%        |
| Tegen alle             | -                         | 5,2%         |
| Totaal (opkomst 70,6%) |                           | 100%         |

### Presidentsverkiezingen 2001
| Kandidaat             | coalitie/politieke partij     | stemmen in % |
| --------------------- | ----------------------------- | ------------ |
| Aleksandr Loekasjenko | Onafhankelijk                 | 77,4%        |
| Oeladzimir Hontsjaryk | Onafhankelijk                 | 16,0%        |
| Sjarhej Hajdoekevitsj | Liberaal-Democratische Partij | 2,5%         |
| Tegen alle            | -                             | 4,1%         |
| Totaal (opkomst 83,9) |                               | 100%         |

### Presidentsverkiezingen 2006
| Kandidaat               | coalitie/politieke partij        | stemmen in % |
| ----------------------- | -------------------------------- | ------------ |
| Aleksandr Loekasjenko   | Onafhankelijk                    | 84,4%        |
| Aljaksandr Milinkevitsj | Verenigde Democratische Krachten | 6,2%         |
| Sjarhej Hajdoekevitsj   | Liberaal-Democratische Partij    | 3,5%         |
| Aljaksandr Kazoelin     | Sociaaldemocratische Partij      | 2,3%         |
| Tegen alle              | -                                | 3,5%         |
| Totaal (opkomst 92,6%)  |                                  | 100%         |

### Presidentsverkiezingen 2010
| Kandidaat              | coalitie/politieke partij                               | stemmen in % |
| ---------------------- | ------------------------------------------------------- | ------------ |
| Aleksandr Loekasjenko  | Onafhankelijk                                           | 79,65%       |
| Andrei Sannikaŭ        | Onafhankelijk                                           | 2,43%        |
| Jarosław Romańczuk     | Verenigde Burgerlijke Partij                            | 1,98%        |
| Ryhor Kastusioŭ        | BPF Partij                                              | 1,97%        |
| Uladzimir Niakliajeŭ   | Onafhankelijk                                           | 1,79%        |
| Vital Rymasheŭski      | Wit-Russische Christendemocratie                        | 1,09%        |
| Viktor Tereshchenko    | Onafhankelijk                                           | 1,19%        |
| Mikalai Statkievich    | Sociaaldemocratische Partij van Wit-Rusland (Assemblée) | 1,05%        |
| Ales Michalevich       | Onafhankelijk                                           | 1,02%        |
| Dmitry Uss             | Onafhankelijk                                           | 0,39%        |
| Tegen alle             | -                                                       | 6,47%        |
| Totaal (opkomst 90,7%) |                                                         | 100%         |

## Parlementsverkiezingen

### Parlementsverkiezingen 2004
Op 13 tot 17 oktober 2004 vonden er parlementsverkiezingen plaats. Het blok van partijlozen (aanhangers van de president) verkreeg hierbij 98 van de 110 zetels in het Huis van Afgevaardigden en werd hiermee opnieuw de grootste fractie in het parlement. De drie partijen die gezamenlijk 12 zetels in het parlement verkregen steunen het beleid van Loekasjenko.
| Partij/blok             | Partij/blok                                      | %    | Zetels (totaal) |
| ----------------------- | ------------------------------------------------ | ---- | --------------- |
|                         | Communistische Partij van Wit-Rusland            | -    | 8               |
|                         | Agrarische Partij van Wit-Rusland                | -    | 3               |
|                         | Liberaal-Democratische Partij van Wit-Rusland    | -    | 1               |
|                         | Volks coalitie 5 Plus                            | -    | 0               |
|                         | Republikeinse Partij                             | -    | 0               |
|                         | Sociaaldemocratische Partij van het Volksakkoord | -    | 0               |
|                         | Partijloze                                       | -    | 98              |
| Totaal (opkomst 91,04%) | Totaal (opkomst 91,04%)                          | 100% | 110             |

### Parlementsverkiezingen 2008
| Partij/blok            | Partij/blok                           | %    | Zetels (totaal) |
| ---------------------- | ------------------------------------- | ---- | --------------- |
|                        | Communistische Partij van Wit-Rusland | -    | 6               |
|                        | Agrarische Partij van Wit-Rusland     | -    | 1               |
|                        | Partijloze                            | -    | 103             |
| Totaal (opkomst 76,7%) | Totaal (opkomst 76,7%)                | 100% | 110             |

## Referenda

### Referendum van 24 november 1996
Loekasjenko was voor een periode van vijf jaar gekozen. Op 24 november 1996 legde Loekasjenko de Wit-Russen de vraag voor of zij ermee akkoord gingen dat hij zijn eerste ambtstermijn tot 2001 kon verlengen en tevens dat zijn uitvoerende macht versterkt zou worden. Op 25 november werd de uitslag bekendgemaakt: De opkomst was 84% en 70,5% van de kiezers ging akkoord met de verlenging van het presidentschap.

### Referendum van 17 oktober 2004
Volgens de Wit-Russische grondwet mag een president maximaal twee termijnen uitzitten. Op 7 september 2004 maakte Loekasjenko via een tv-toespraak bekend dat hij de intentie had om nogmaals mee te doen aan de presidentsverkiezingen. Hij kondigde daarom een referendum aan waarin hij het volk vroeg de limiet van twee termijnen op te heffen.
Op 17 oktober 2004 vond het referendum plaats. Volgens de officiële uitslag sprak 79,42% van de kiezers zich uit vóór een grondwetswijziging. Volgens een OVSE-missie "voldeed [het referendum] niet aan de internationale criteria."